# Schloss Branitz

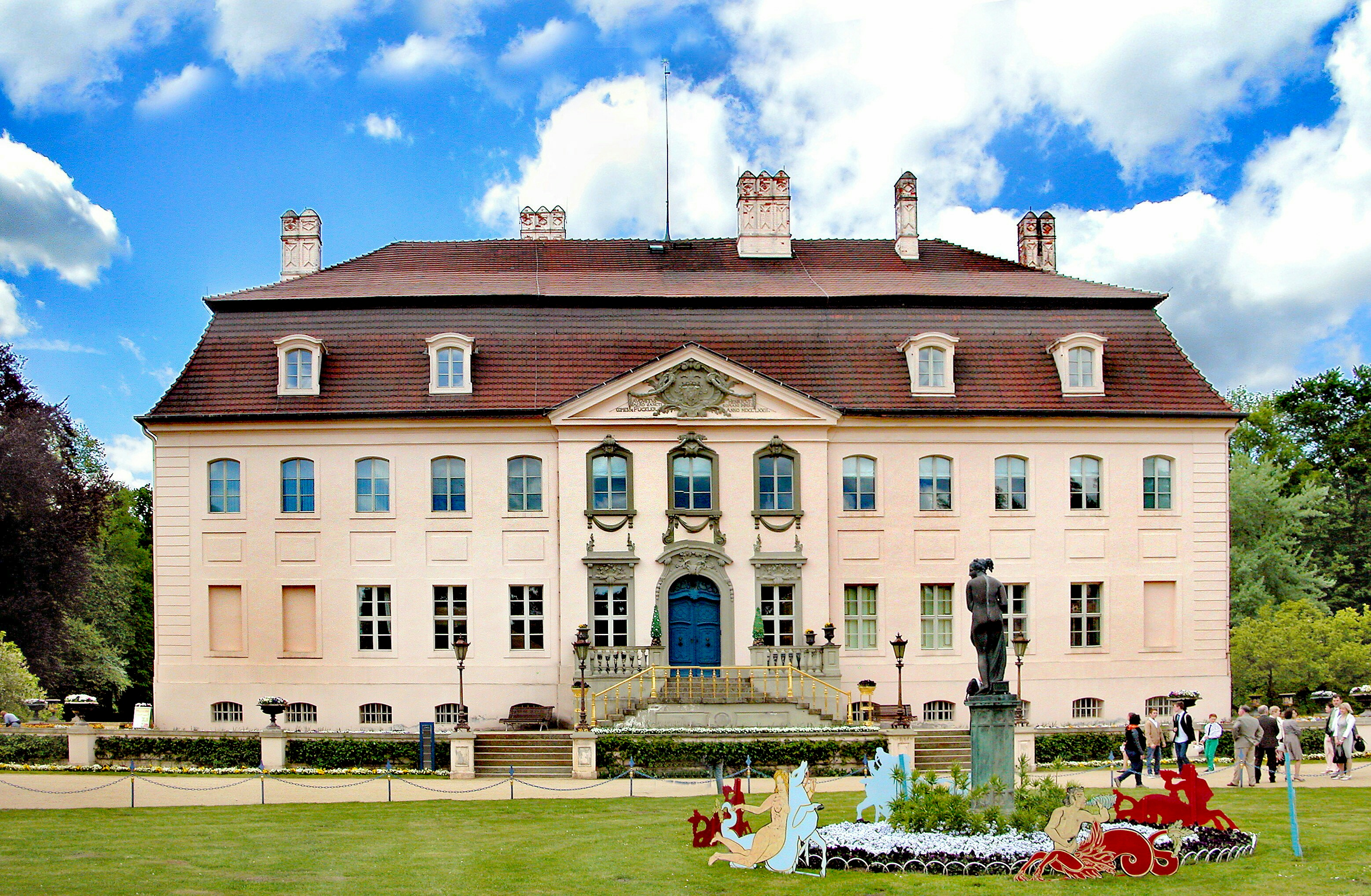
Schloss Branitz (2015)

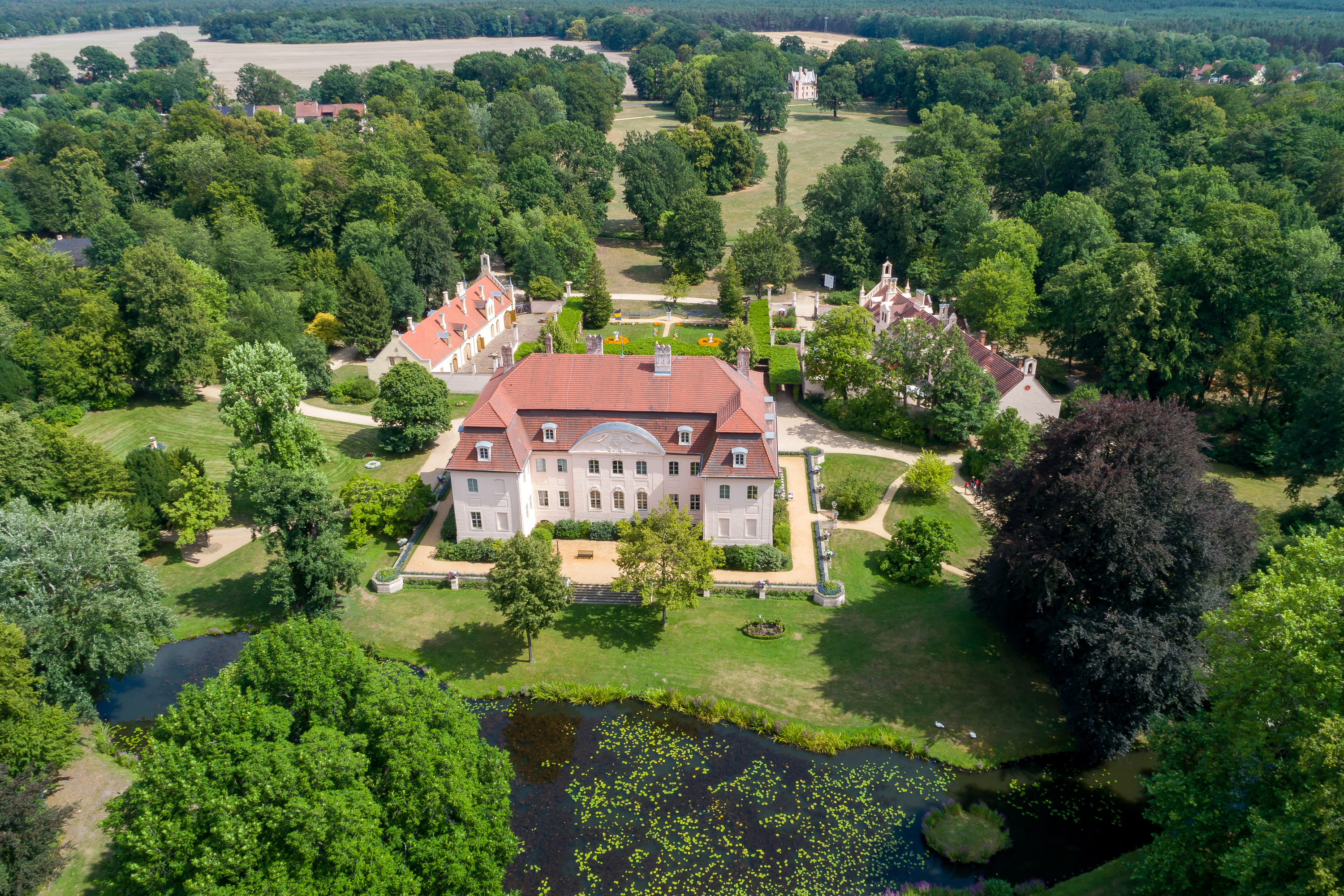
Schloss Branitz vom Schlosssee (2021)

Das Schloss Branitz ist ein Barockschloss mit Interieurs des Fürsten Hermann von Pückler-Muskau in Cottbus in Brandenburg. Es wurde in den 1770er Jahren gebaut, die Ausstattung stammt größtenteils aus der Zeit um 1860. Das Schloss liegt im Branitzer Park, nahe dem Stadtzentrum von Cottbus. Dieser liegt in der Gemarkung des Cottbuser Stadtteils Sandow und grenzt an die Gemarkung des Stadtteils Branitz. Schloss Branitz wird von einem repräsentativen Pleasureground umgeben, der in mehrere thematisch unterschiedlich gestaltete Gärten untergliedert ist. Das als Baudenkmal klassifizierte Schloss wird als solches in der Liste der Baudenkmale in Cottbus geführt.

## Geschichte

### Schloss

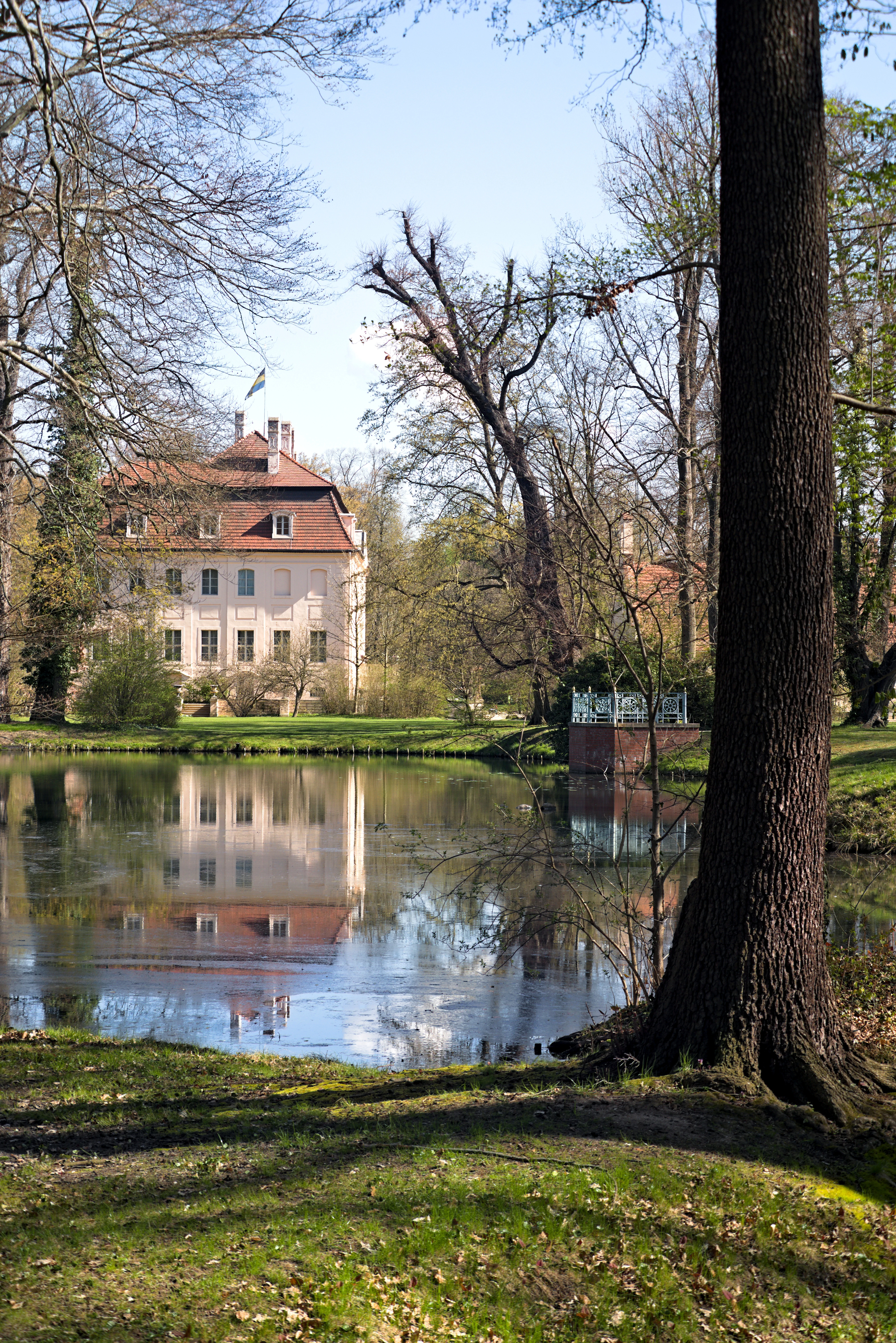
Seitenansicht mit dem Schlosssee im Vordergrund (2021)

Das Schloss Branitz wurde in den Jahren 1770 und 1771 für August Heinrich Graf von Pückler (1720–1810) errichtet. Die Grafenfamilie Pückler war bereits im Jahr 1696 in den Besitz des Dorfes Branitz gekommen. Im Jahr 1785 verlagerte die Familie ihren Stammsitz auf Schloss Muskau nach Bad Muskau und Branitz wurde verpachtet. Hermann von Pückler-Muskau musste das Schloss Muskau und den dazugehörigen Park schließlich aus finanziellen Gründen verkaufen und zog im Jahr 1845 nach Branitz. Dort begann er, einen Landschaftspark nach englischem Vorbild anzulegen. Ab dem folgenden Jahr wurde das Schloss Branitz von Bauleitern der Berliner Bauakademie umfangreichen Umbaumaßnahmen unterzogen. Die Planungen übernahmen die Architekten Rudolf Wilhelm Gottgetreu, Eduard Titz und Ferdinand von Arnim.
Hermann von Pückler-Muskau nutzte das Schloss Branitz als Alterssitz. Am 4. Februar 1871 starb er im Schloss; beigesetzt wurde er in der Seepyramide im Branitzer Park. Im Anschluss bewohnte Heinrich Graf von Pückler, ein Stiefcousin Hermanns, das Schloss. Im Jahr 1934 wurde der Branitzer Park mit dem Schloss aus der damals noch eigenständigen Gemeinde Branitz nach Cottbus umgegliedert, nach dem Zweiten Weltkrieg wurden die Fürsten von Pückler enteignet und das Schloss Branitz wurde zu Volkseigentum. Seitdem wird das Schloss als Museum genutzt. Von 1946 bis 1961 befand sich in diesem Gebäude das Cottbuser Stadtmuseum und anschließend bis 1990 das Bezirksmuseum des Bezirks Cottbus. Heute zeigt das Museum die Wohnwelt der Pücklers sowie eine Gemäldesammlung von Werken des Cottbuser Landschaftsmalers Carl Blechen. Seit 2013 wurden die Salons restauriert, seit 2022 sind die Orienträume des Fürsten Pückler mit den farbenprächtigen Papiertapeten und der Orientsammlung für die Öffentlichkeit wieder zugänglich.
Das Schloss gehört wie der Park seit 1995 zu der von der Stadt Cottbus eingerichteten Stiftung Fürst-Pückler-Museum Park und Schloss Branitz, die seit 2018 eine Stiftung des öffentliche Rechts des Landes Brandenburg ist. Es ist ein Baudenkmal der Stadt Cottbus in der Denkmalliste des Landes Brandenburg. Es gibt derzeit Bestrebungen, den Branitzer Park und somit auch das Schloss in das UNESCO-Weltkulturerbe aufzunehmen. Seit Mai 2019 zählt der Branitzer Park mit dem Schloss Branitz zum European Garden Heritage Network.

### Marstall und Kavalierhaus

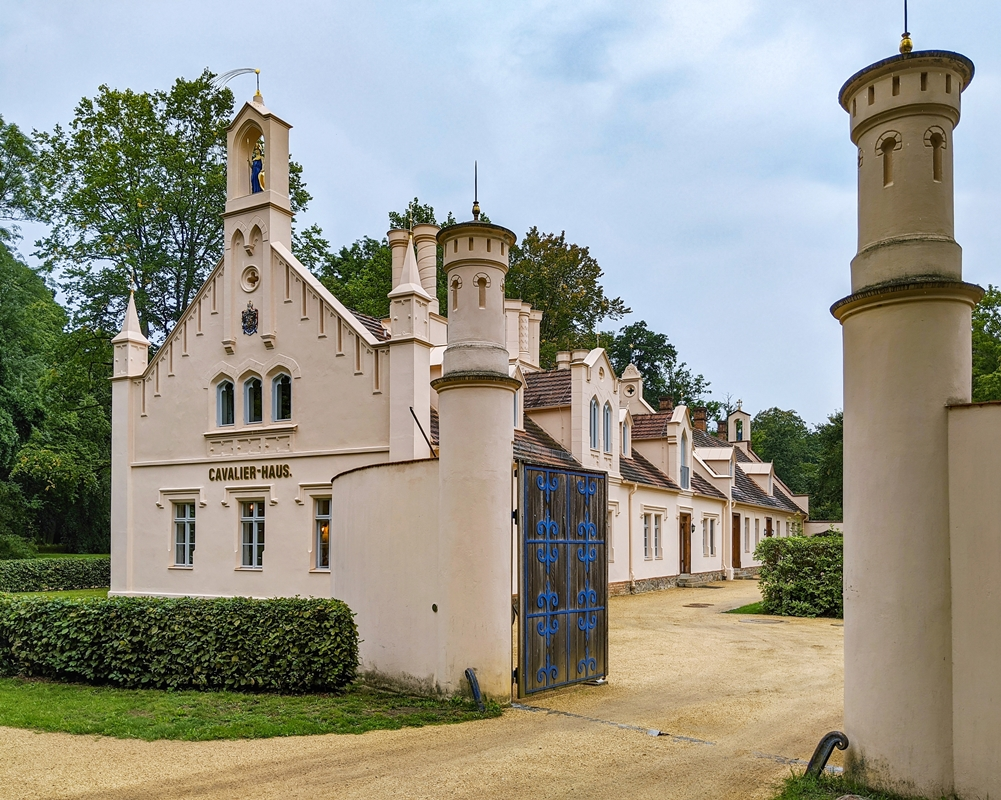
Kavaliershaus (2020)

Der Marstall befindet sich im Schlosshof nördlich des Schlosses. Das Gebäude entstand in der zweiten Hälfte des 18. Jahrhunderts während des Schlossbaus und wurde auch in die Umbaumaßnahmen Mitte des 19. Jahrhunderts mit einbezogen. Der Marstall ist mit einer hölzernen, fein gestalteten Deckenkonstruktion und blaugoldenen Bemalungen für einen Stall relativ üppig ausgestattet. Fürst Hermann von Pückler-Muskau hielt im Marstall seine edlen Lieblingspferde. Sein Verhältnis zu diesen Tieren wird auch in der Ausführung des Baus deutlich. 1877 kam es zu weiteren Baumaßnahmen, zwischen 1991 und 1993 wurde der Marstall saniert. Heute dient der Marstall verschiedenen Sonderausstellungen.
Das Kavaliershaus wurde bereits einige Zeit vor dem Schlossbau, vermutlich im ersten Viertel des 18. Jahrhunderts, erbaut und nahm den Hofstaat auf. In den Jahren 1857 und 1858 wurde es in den Schlossumbau einbezogen.  Am Nordgiebel des Kavaliershauses ist das Wappen von Pückler zu finden. Der westliche Giebel zeigt eine Zinkgussreplik der 1829 von Friedrich Drake geschaffenen Madonnenstatue. Im Kavaliershaus befindet sich seit 1988 ein Restaurant. Dieses wurde zwischen Januar 2019 und April 2020 saniert und als Café und Pension „Cavalierhaus“ mit dem Gourmet-Abend-Restaurant „Lou“ von Chefkoch Tim Sillack neu eröffnet.

### Parkschmiede und Gutsökonomie

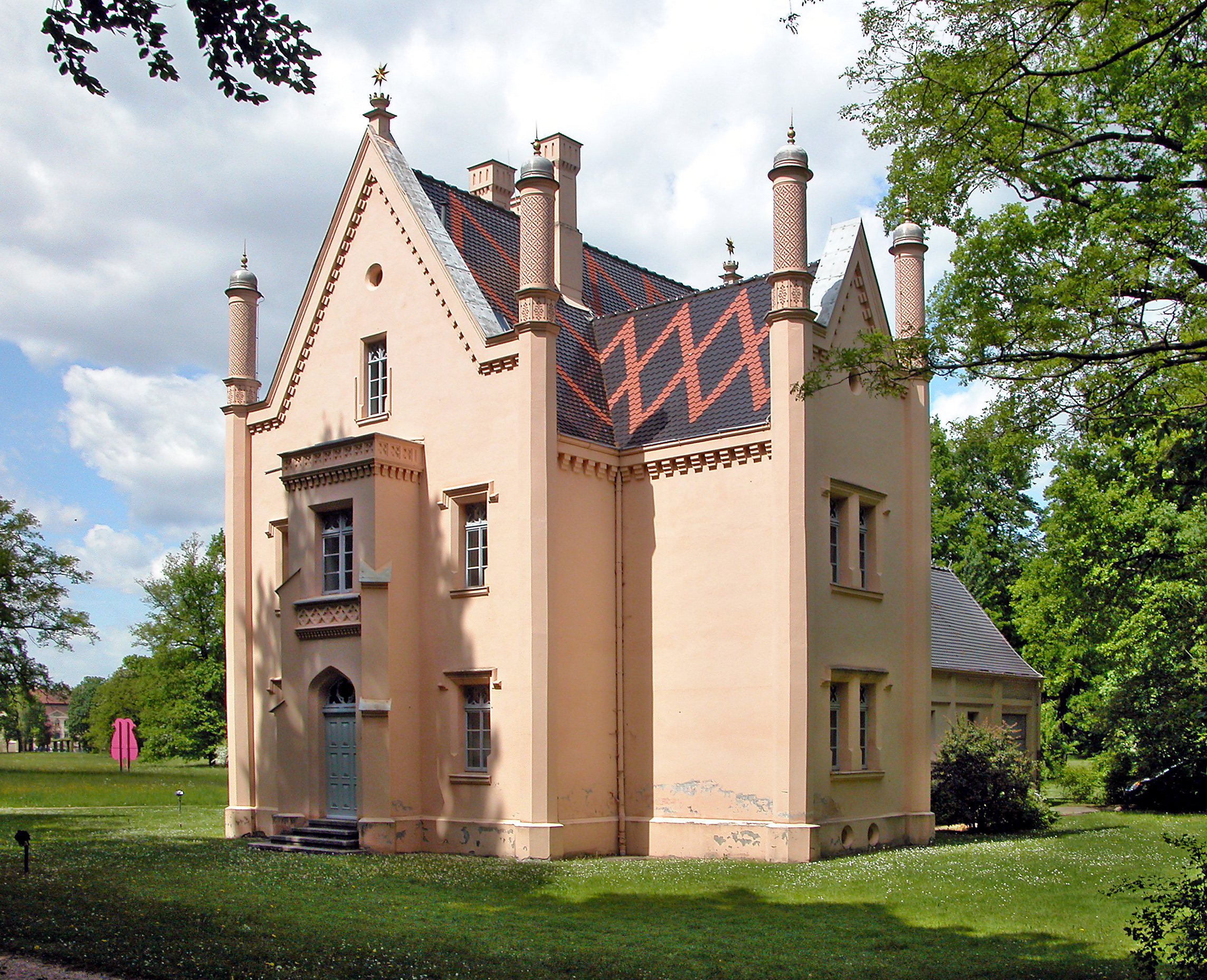
Gebäude der Parkschmiede (2015)

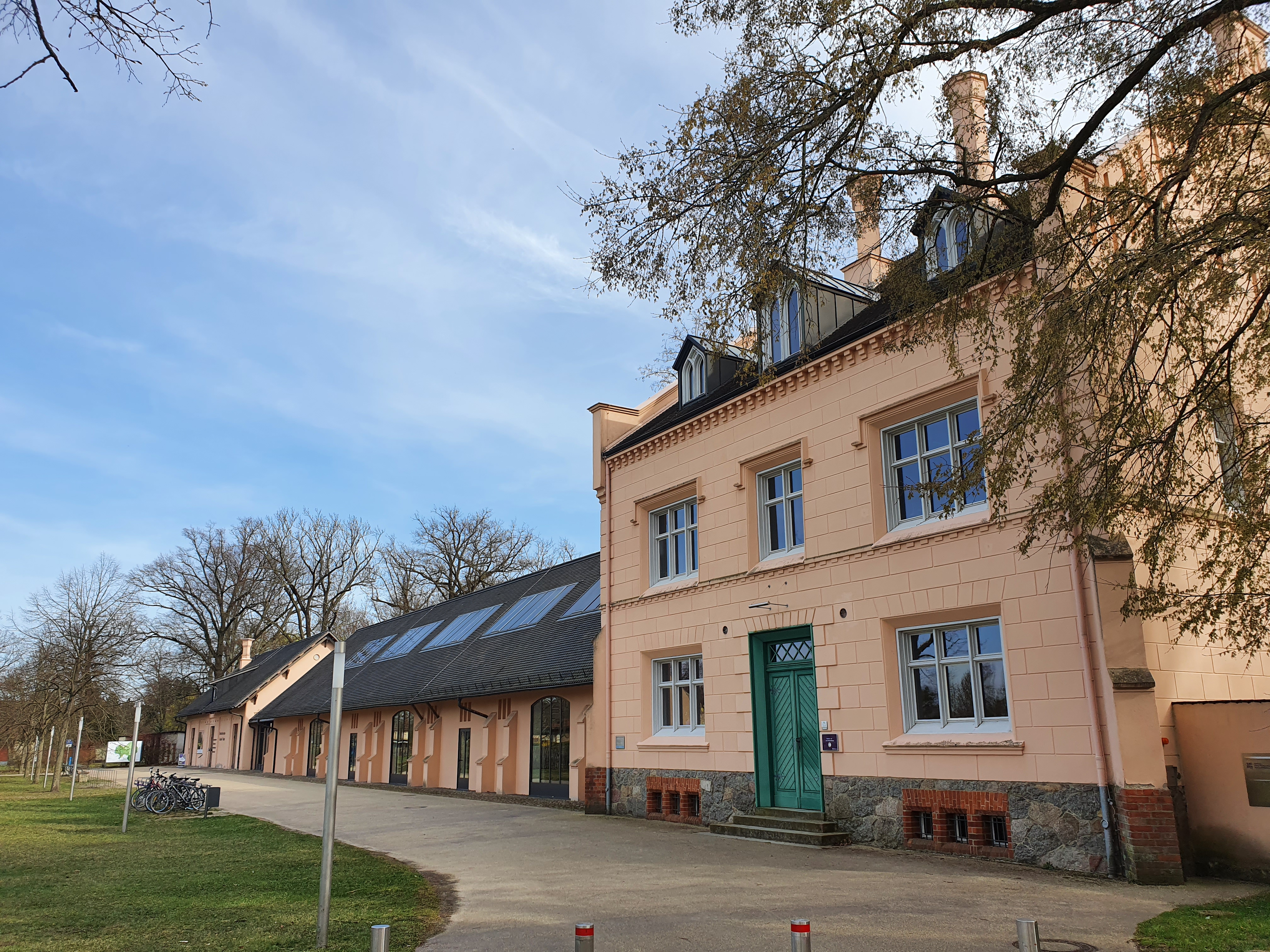
Ansicht des Inspektorenwohnhauses und Besucherzentrums von Westen (2022)

Die Gutsökonomie liegt etwas abseits nördlich vom Schloss. Der Komplex entstand während des Schlossumbaus unter Hermann von Pückler-Muskau zwischen 1852 und 1858 und besteht neben dem Gutsinspektorenhaus, den Stall- und Wohngebäuden und einer Scheune. Die Stallungen wurden historisch als Schafställe genutzt. Vom Gutsinspektorenhaus aus bewirtschaftete Fürst Hermann von Pückler-Muskau seine Besitzungen. In dem zur Gutsökonomie gehörenden Pferdestall wurden zudem Nutztiere gehalten, während Pücklers Lieblingspferde in dem luxuriös ausgestatteten Marstall untergebracht waren. Zwischen 2000 und 2003 wurden alle Gebäude saniert; heute wird die Gutsökonomie als Besucherzentrum und für die Dauerausstellung „Carl Blechen und Fürst Pückler. Meister der Landschaft.“ genutzt.
Die Parkschmiede entstand zwischen 1849 und 1851 nach Vorbild des Kleinen Schlosses im Park Babelsberg. Sie markiert den historischen Haupteingang des Parks. Neben der Nutzung als Schmiede war das Gebäude somit auch Torhaus für den Branitzer Innenpark. Heute wird der Bau für die Sammlungen, die Fotothek, das Archiv und die Bibliothek des Fürst-Pückler-Museums genutzt.

## Architektur

### Schloss

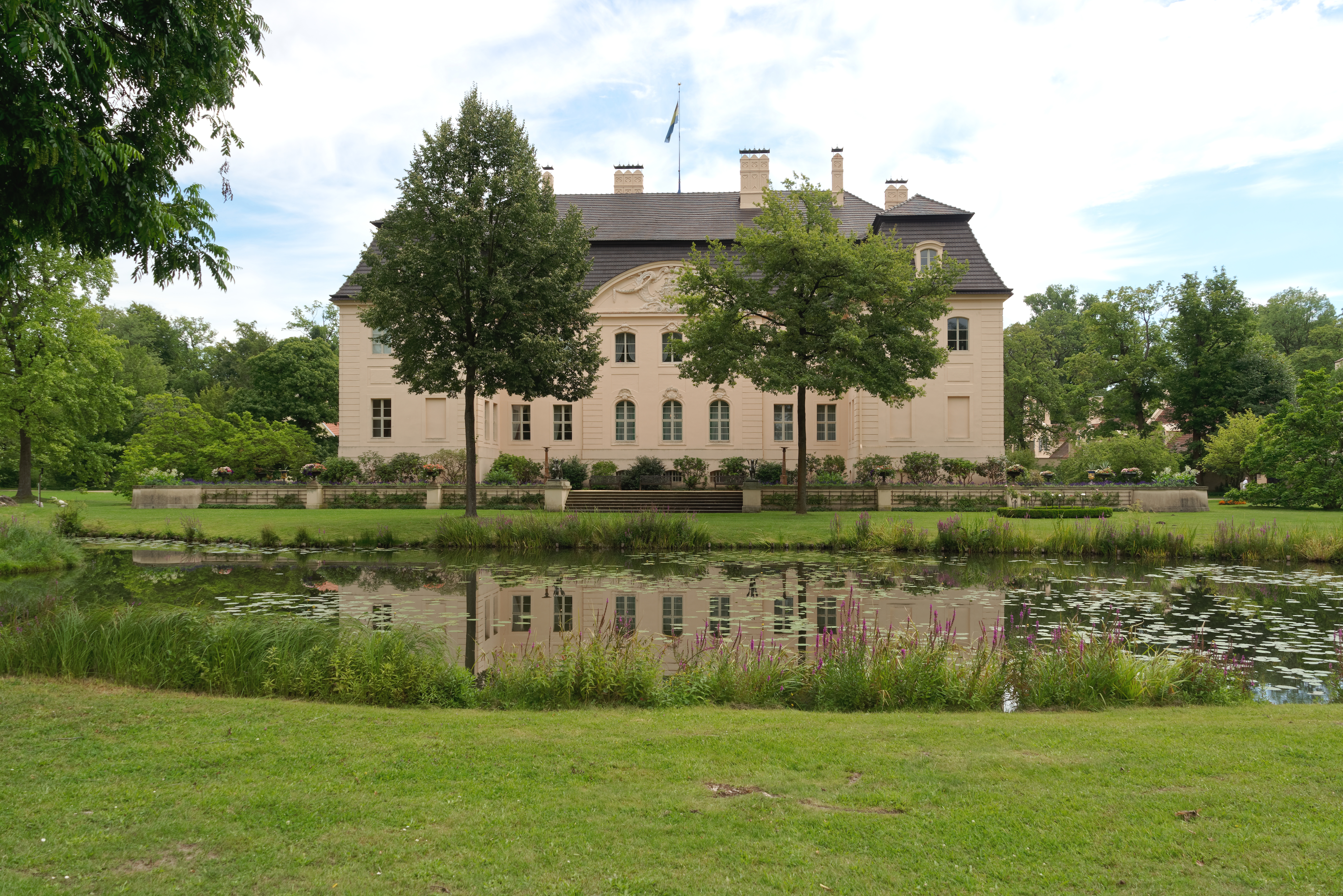
Rückseite des Schlosses (2023)

Das Schloss ist eine verputzte Dreiflügelanlage mit Mansardwalmdächern. Das dreizehnachsige Gebäude weist eine spätbarocke Gliederung auf. Ein dreiachsiger Mittelrisalit an der dem Hof zugewandten Seite wird durch Rocailleornamente und Stuckgehänge hervorgehoben. In der Mitte des Risalits befindet sich das Eingangsportal mit einer blauen Eichentür. Das Wappen der Fürsten zu Pückler sowie eine Inschrift im Dreiecksgiebel oberhalb des Risalits weisen auf die Bauherren und das Baudatum des Schlosses hin.
Der dem Garten zugewandte Teil hat zwei Seitenflügel, die einen Ehrenhof rahmen. Der dortige Mittelrisalit trägt seit dem Umbau im Jahr 1846 einen Segmentbogengiebel mit dem Pücklerschen Stammeswappen. Die umlaufende Terrasse auf der östlichen Schlossseite wurde während des Umbaus 1849 zum Schloss ergänzt, die Terrasse ist über eine zweiläufige Freitreppe zu erreichen.

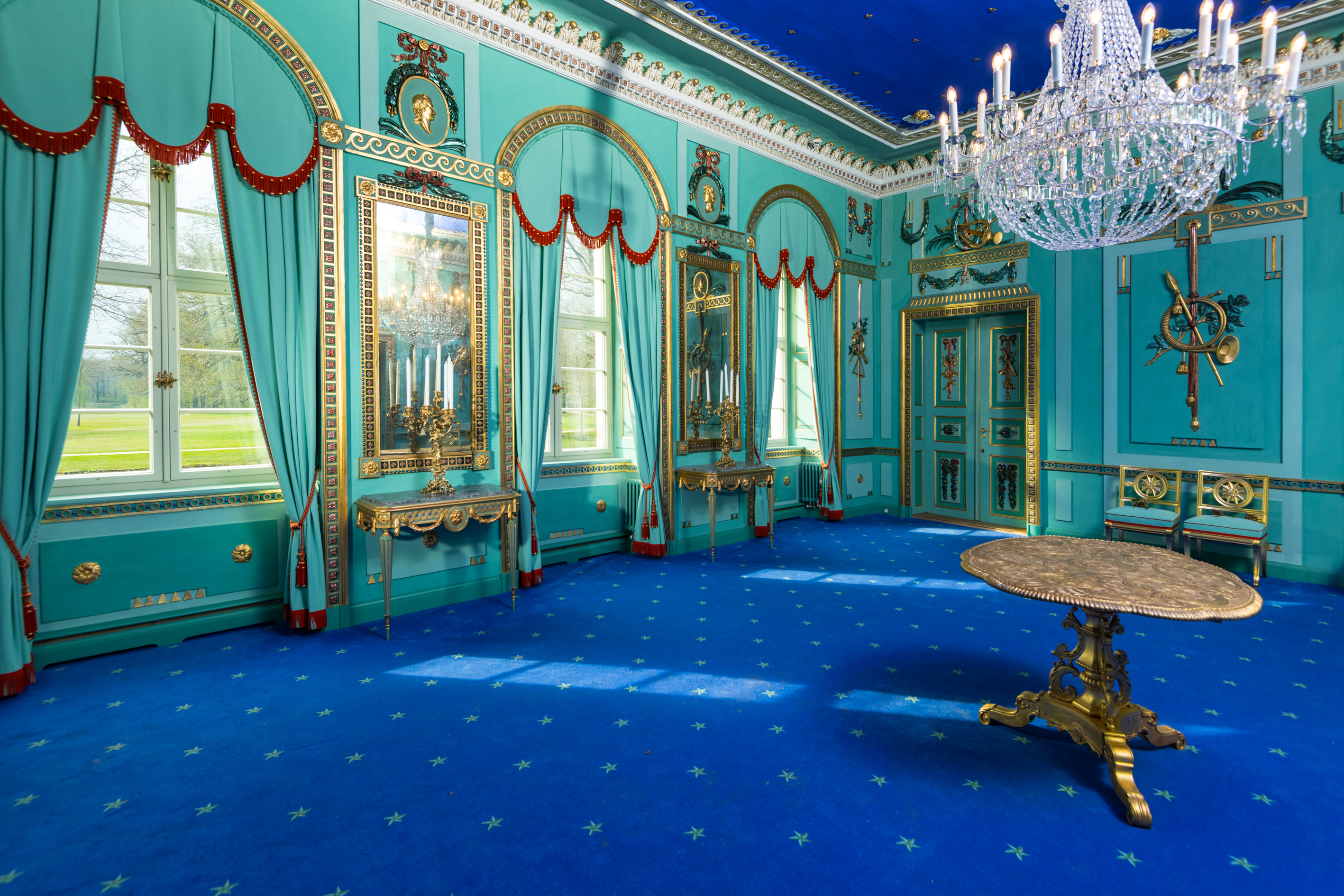
Grüner Saal im Inneren des Schlosses (2022)

Im Inneren sind die Salons aus der Zeit um 1860 und das Speisezimmer mit Stuckdecke sowie Boiserien und Möbeln aus der Neurenaissance hervorzuheben. Der parkseitige Grüne Saal ist mit einer Stuckzierdecke aus Musikinstrumenten, Gehängen und Medaillons ausgestattet. Das Vestibül zeigt eine Ahnengalerie der Familien von Pückler und von Callenberg. Die historisch gewachsene Pückler-Callenberg-Bibliothek umfasst 4.500 Bände und ist bis heute im Besitz der gräflichen Familie von Pückler. In den Fürstenzimmern im Obergeschoss sind Werke der Carl-Blechen-Sammlung der Stadt Cottbus mit Gemälden von Blechen, August Wilhelm Schirmer, Friedrich August Elsasser, Johan Christian Clausen Dahl aber auch Adolph von Menzel, Max Liebermann und Lovis Corinth ausgestellt. Seit Mai 2022 sind die berühmten Orienträume des Fürsten mit farbenprächtigen Papiertapeten und seiner Orientsammlung wieder zu sehen.

### Nebengebäude

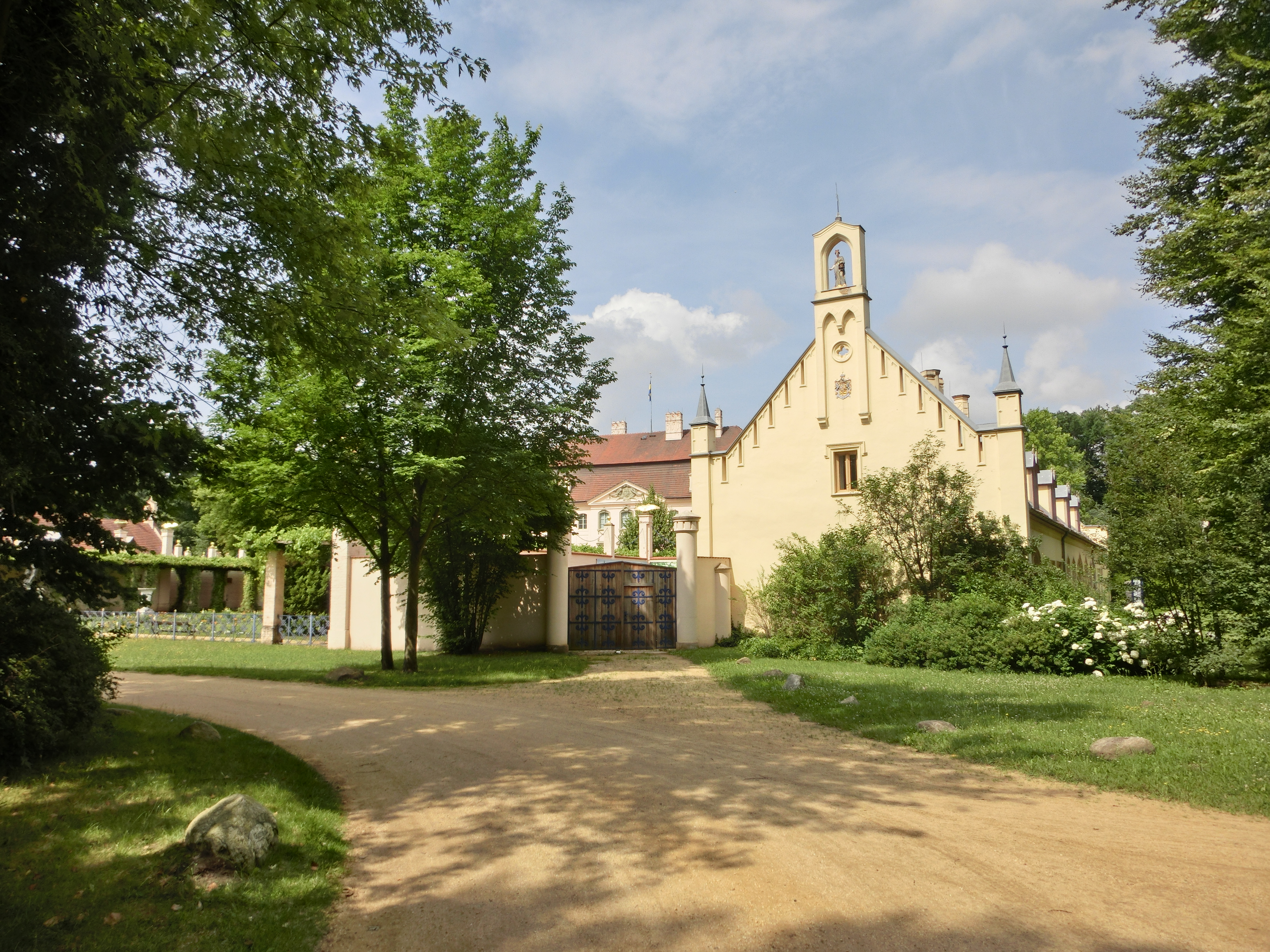
Blick von Osten auf den Marstall (2014)

Im Umfeld des Schlosses gab und gibt es zahlreiche weitere Nebengebäude, wie das Parkinspektorenhaus (Privatbesitz), das Branitzer Torhaus, das ehemalige Jägerhaus und das Parkökonomiegebäude. Insgesamt gibt in Innen- und Außenpark 30 Parkgebäude. Der Marstall und das Kavalierhaus des Schlosses Branitz sind vom englischen Tudorstil beeinflusst. Der Marstall ist mit einer hölzernen, fein gestalteten Deckenkonstruktion und blaugoldenen Bemalungen für einen Stall relativ üppig ausgestattet. Fürst Hermann von Pückler-Muskau hielt in dem Marstall seine edlen Lieblingspferde. Sein Verhältnis zu diesen Tieren wird auch in der Ausführung des Baus deutlich. Am Nordgiebel des Kavaliershauses ist wiederum das Stammeswappen derer von Pückler zu finden. Der westliche Giebel zeigt eine Zinkgussreplik der 1829 von Friedrich Drake geschaffenen Madonnenstatue.

## Sonderausstellungen

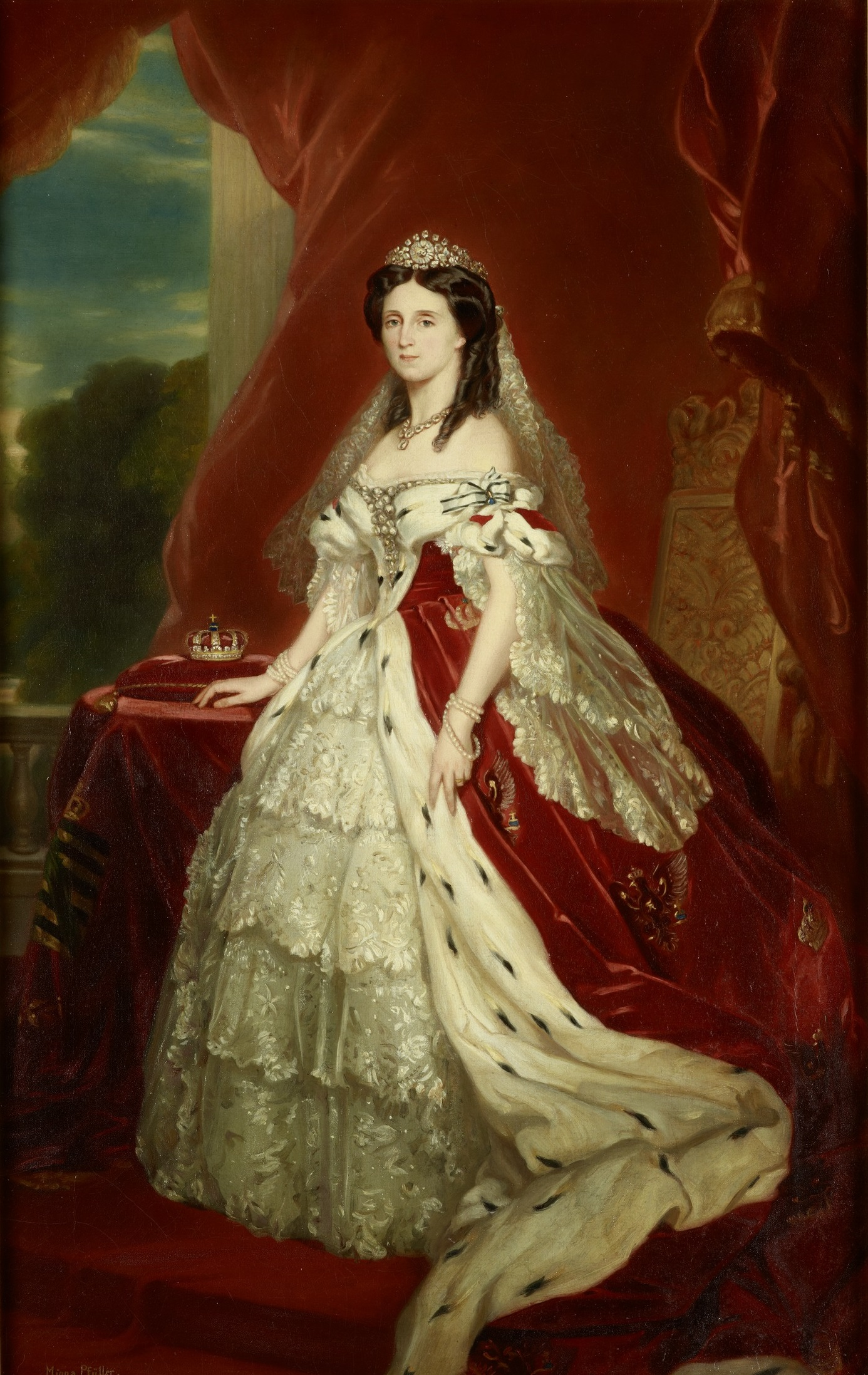
Am 25. Juli 1864 in Branitz zu Gast: Königin Augusta, dargestellt von der Porträtmalerin Minna Pfüller, um 1864 entstanden, Stiftung Preußische Schlösser und Gärten Berlin-Brandenburg

Die Sonderausstellung „Augusta von Preußen – die Königin zu Gast in Branitz“ nahm 2017 die Beziehung zwischen der preußischen Königin Augusta und Pückler in den Blick. Hauptthema war Augustas Aufenthalt auf Schloss Branitz am 25. Juli 1864. Es handelte sich um den einzigen Besuch einer Monarchin aus der Hohenzollern-Dynastie in Schloss Branitz. Pückler hatte einen Besuch Augustas und ihres Mannes jahrelang erwartet und bereits 1855 die Umgestaltung der Räumlichkeiten nördlich des Vestibüls angeordnet. Der Fürst betraute den Architekten Ferdinand von Arnim mit Arbeiten im Empfangssaal, dem Blauen Salon, dem Schlafkabinett und dem Frühstückszimmer. 1862 machte König Wilhelm I. Pückler die Aufwartung. Augustas Besuch folgte zwei Jahre später und dauerte nur etwa 6 Stunden. Erschwert wurde die An- und Abreise der Königin dadurch, dass die Stadt Cottbus erst 1866 einen Bahnanschluss erhielt. Augusta musste daher 3 Stunden nach ihrer Abfahrt vom Bahnhof Neuendorf bei Potsdam in eine Kutsche umsteigen. Schloss Branitz erreichte sie ungefähr 5 Stunden nach ihrem Aufbruch. Die Königin zeigte sich besonders von Pücklers Tafelkultur beeindruckt. Ihrem Gemahl teilte sie in einem Brief vom 26. Juli mit: „Wir hatten das beste Diner dessen ich mich seit langem erinnern kann beim Fürsten“. Pückler ließ ein 10-Gänge-Menü servieren. Außerdem nutzte er die Gelegenheit, der Königin sein landschaftsgärtnerisches Lebenswerk in Branitz zu zeigen. In dem eigens für die Monarchin hergerichteten Schlafkabinett erholte sich Augusta jedoch nur kurz. Sie reiste noch am selben Tag wieder ab.